# Römischer Gutshof Freiberg am Neckar

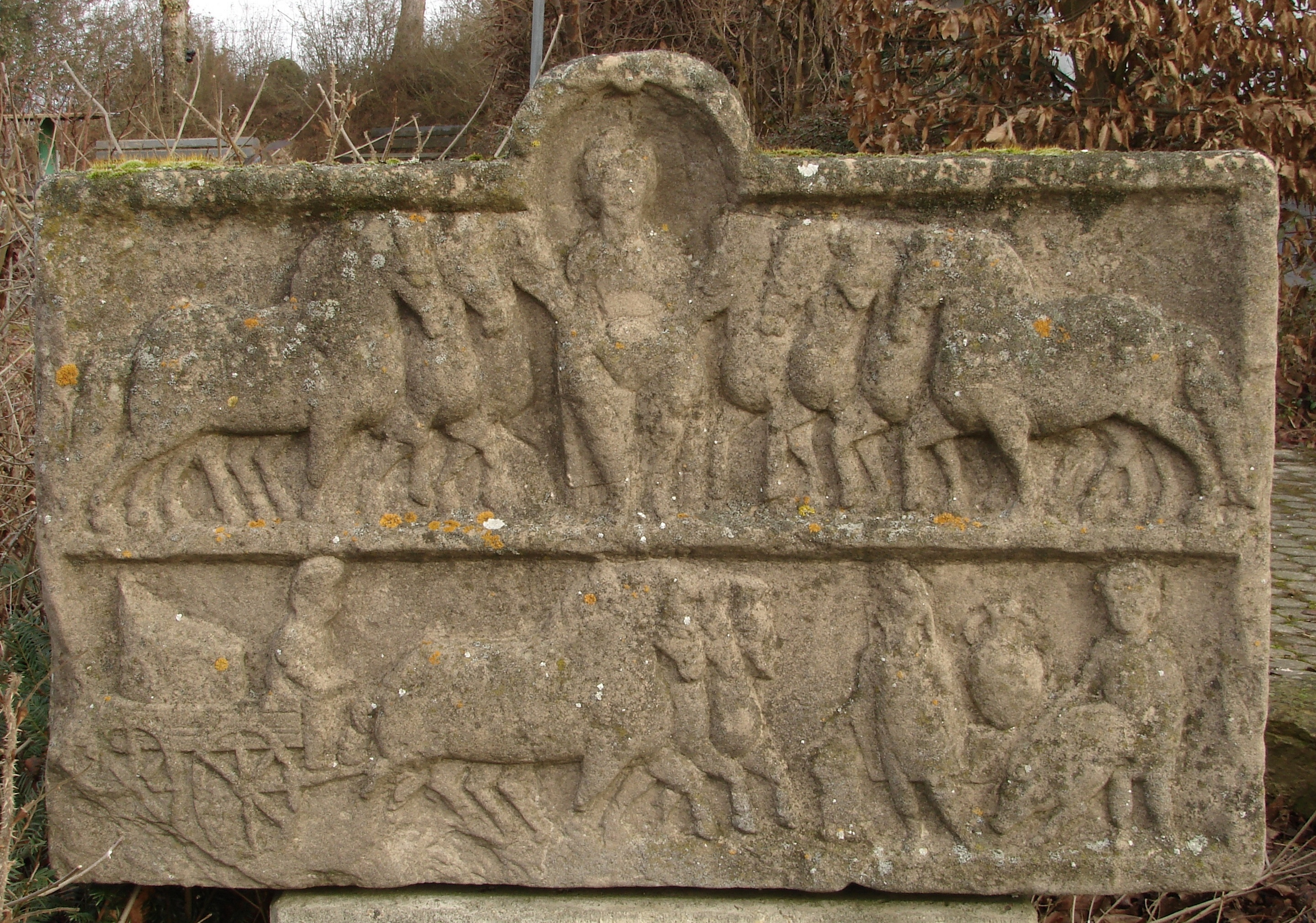
Kopie des Epona-Reliefs am Fundort

Der Römische Gutshof „Weinstraße“ ist eine Villa rustica auf dem Gebiet der Stadt Freiberg am Neckar im Stadtteil Beihingen.

## Geschichte
Am Hang südlich des Neckars befand sich ein ausgedehnter römischer Gutshof, der im 2. Jahrhundert erbaut und spätestens 260 verlassen wurde, als die Alamannen das Land in Besitz nahmen. Bereits im Jahre 1583 fand der Marbacher Präceptor Simon Studion ein in einer Mauer verbautes Relief mit der Darstellung der Göttin Epona. Dieses befindet sich heute im Landesmuseum Württemberg.
Bevor im Jahre 1973 das gesamte Areal bebaut wurde, fanden archäologische Ausgrabungen durch das Landesdenkmalamt statt. Hierbei wurden vier Gebäude erfasst.

## Der Gutshof
Vom Hauptgebäude waren nur noch Teile erhalten, vermutlich ein rechteckiges Wohngebäude mit eckturmartigen Anbauten, die mit einem Säulengang verbunden waren. Nördlich befand sich ein Badehaus mit Auskleideraum, Kaltbad und Warmbad. Die gut durchdachte Grundrissform mit mehreren Apsiden zeigt klar, dass hier eine architektonische Konzeption vorlag. Östlich wurde ein Gebäude mit wohlerhaltenem Keller mit massiver Türschwelle aus Sandstein gefunden. Das vierte Gebäude konnte zweifellos als Wirtschaftsgebäude identifiziert werden.

## Archäologische Gedenkstätte
Am Fundort wurde ein Rastplatz angelegt, an dem eine Kopie des gefundenen Epona-Reliefs aufgestellt wurde, sowie ein restaurierter Teil der Grundmauer des Hauptgebäudes.